# Platen, Luxemburg
Platen är en ort i Luxemburg.   Den ligger i distriktet Diekirch, i den västra delen av landet, 24 kilometer nordväst om huvudstaden Luxemburg. Platen ligger 266 meter över havet och antalet invånare är 541.
Terrängen runt Platen är platt åt sydost, men åt nordväst är den kuperad. Platen ligger nere i en dal.  Närmaste större samhälle är Bissen, 9,7 kilometer öster om Platen. 
Omgivningarna runt Platen är en mosaik av jordbruksmark och naturlig växtlighet. Runt Platen är det ganska tätbefolkat, med 60 invånare per kvadratkilometer.